# Cantone di San Michele di Moriana
Il Cantone di San Michele di Moriana era una divisione amministrativa dell'arrondissement di San Giovanni di Moriana.
È stato soppresso a seguito della riforma complessiva dei cantoni del 2014, che è entrata in vigore con le elezioni dipartimentali del 2015.
Comprendeva i comuni di:
- Orelle
- Saint-Martin-d'Arc
- Saint-Martin-de-la-Porte
- San Michele di Moriana
- Valloire
- Valmeinier